# Västra Lillingen
Västra Lillingen är en sjö i Älvdalens kommun i Dalarna och ingår i Dalälvens huvudavrinningsområde. Sjön har en area på 0,408 kvadratkilometer och ligger 794 meter över havet. Sjön avvattnas av vattendraget Västerdalälven. Vid provfiske har gädda, harr och sik fångats i sjön.

## Delavrinningsområde
Västra Lillingen ingår i det delavrinningsområde (684405-132210) som SMHI kallar för Utloppet av Västra Lillingen. Medelhöjden är 806 meter över havet och ytan är 2,41 kvadratkilometer. Det finns ett avrinningsområde uppströms, och räknas det in blir den ackumulerade arean 3,42 kvadratkilometer. Västerdalälven som avvattnar avrinningsområdet har biflödesordning 2, vilket innebär att vattnet flödar genom totalt 2 vattendrag innan det når havet efter 551 kilometer. Avrinningsområdet består mestadels av skog (58 procent) och sankmarker (21 procent). Avrinningsområdet har 0,41 kvadratkilometer vattenytor vilket ger det en sjöprocent på 21,7 procent.